# Credencialismo
La teoría credencialista o credencialismo desarrollada por el sociólogo Randall Collins, sostiene que las credenciales educativas se convierten en un factor decisivo para justificar el acceso a las posiciones sociales privilegiadas. Considera que junto al trabajo productivo existe el trabajo político, que consiste en la formación de alianzas sociales para influir en la percepción de determinados empleos. La escuela como institución, otorga credenciales para acceder a los puestos de trabajo mejor valorados y mejor pagados independientemente del conocimiento adquirido.

## Propuestas fundamentales
Los teóricos credencialistas señalan que los empleos más cotizados se encuentran dentro del grupo de graduados o profesionales especializados, certificados en un determinado nivel de estudios (Collins, 1979). Junto a los estudios sobre el Capital Humano tendríamos que abordar el Capital Social, desarrollado por Bourdieu (1986), según el conjunto de redes sociales son fundamentales para acceder a los mejores puestos del mercado de trabajo.
La función productiva de la educación puede sintetizarse en las siguientes propuestas:
- Los requisitos escolares del trabajo en la sociedad industrial se incrementan constantemente debido a los cambios tecnológicos. Dentro de ella podemos identificar dos procesos:

1. El porcentaje de trabajos que requieren de destrezas escasas disminuye.
2. Los mismos trabajos requieren actualmente mayores destrezas.

- La educación formal proporciona la formación necesaria tanto en destrezas específicas como en las capacidades generales para los trabajos más cualificados.
- Los requisitos educativos de los empleos constantemente se incrementan y una proporción cada vez mayor de personas han de pasar más tiempo en la escuela.[3]

## Tipología
Se pueden identificar dos tipos de credencialismo, el credencialismo fuerte, vinculado a Collins (1979) y el credencialismo débil, vinculado a Lester Thurow (1986),
1. El credencialismo fuerte de Collins (1979) afirma que el aumento de la sociedad titulada evitará que la formación académica afecte a los salarios viéndose la relación entre ganancias y titulaciones afectada por la oferta excesiva.
2. El credencialismo débil de Thurow (1986), por su parte, sostiene que las calificaciones educativas se utilizan como método de selección en los ámbitos laborales, lo que implica que los empleados sean seleccionados basándose en aspectos relacionados con la personalidad en lugar de aspectos cognitivos tales como orígenes familiares, capacidad como estudiantes, etc. Por tanto, Thurow establece una crítica a la educación como un instrumento para disminuir las desigualdades económicas.

## La actualidad desde el credencialismo
En la actualidad, el periodo de escolarización es más largo, ya que se interpreta la formación inicial como una base para las capacidades de autoconstrucción personal. Además, la educación a lo largo de la vida ha pasado a ser, para un grueso importante de empleos, una necesidad de primer orden, en la que los empleados tienen la obligación de renovarse constantemente pues además es muy probable que cambien de empleo varias veces en su vida.
No obstante, esta situación provoca una sobreoferta de titulados, desencadenándose una inflación de credenciales que devalúa los diplomas y aumenta la competencia por los puestos de trabajo, quedando entonces las empresas en posición con la ventaja de realizar una selección más estricta, ya que si bien los títulos son un requisito general y necesario, siguen siendo insuficientes para el acceso a puestos de trabajo cualificados. estas tendencias del nuevo mercado están creando nuevas formas de exclusión social en las clases medias.
Desde un punto de vista satírico, el habla común se burla del credencialismo con denominaciones como inflación de títulos en francés o titulitis en español.